# Бенедетто Брин (броненосец)
«Бенедетто Брин» (итал. Benedetto Brin) — итальянский эскадренный броненосец типа «Реджина Маргерита». Строился для итальянского флота с 1898 по 1904 год. Назван в честь кораблестроителя и политика Бенедетто Брина, принявшего активное участие в создании и развитии итальянских королевских ВМС. Главный калибр броненосца состоял из четырёх 305-мм орудий, а скорость хода достигала 20 узлов (37 км/ч).
«Бенедетто Брин» принимал участие в Итало-турецкой войне 1911—1912 годов, в том числе в бомбардировке Триполи. Броненосец был уничтожен внутренним взрывом 15 сентября 1915 года. Жертвами взрыва стали 454 итальянских моряка, среди которых был и контр-адмирал Рубин де Сервен.

## История службы
Броненосец был построен военно-морской верфью в Кастелламмаре-ди-Стабия. 30 января 1899 года прошла церемония закладки киля, а 7 ноября 1901 года корпус будущего броненосца был спущен на воду в присутствии короля и королевы, членов правительства и на виду у всей итальянской Средиземноморской эскадры. Достройка корабля на плаву заняла следующие четыре года, строительство было завершено 1 сентября 1905 года. Столь долгий срок завершения постройки был следствием задержек поставок оборудования и материалов, в частности, корабельной брони. После ввода в строй «Бенедетто Брин» был зачислен в состав Средиземноморской эскадры итальянского флота. Семь месяцев в году эскадра проводила в море, занимаясь преимущественно манёврами, остальную часть года корабли эскадры числились в резерве. В 1907 году в состав эскадры входили «Бенедетто Брин», однотипная ему «Реджина Маргерита» и три броненосца типа «Реджина Елена». Корабли эскадры приняли участие в ежегодных манёврах, проводившихся в конце сентября — начале октября. «Бенедетто Брин» состоял в действующей экадре вплоть до 1910 года, когда в строй вступил четвёртый из броненосцев типа «Реджиа Элена», после чего количество броненосцев в эскадре выросло до шести.

### Итало-турецкая война
29 сентября 1911 года Италия объявила войну Османской империи. Во время войны «Бенедетто Брин» вместе с однотипной «Реджиной Маргеритой» и двумя броненосцами типа «Аммиральо ди Сан-Бон» входил в состав 1-го дивизиона 2-й эскадры, где числился флагманским кораблём вице-адмирала Фарвелли. В начале октября «Бенедетто Брин» прибыл к Триполи, где усилил броненосец «Рома», блокировавший порт. 3—4 октября броненосец принял участие в обстреле турецких береговых батарей, защищавших Триполи с моря. Итальянские корабли вели огонь из орудий среднего калибра, желая сохранить боезапас орудий главного калибра. Ответный огонь турок оказался совершенно неэффективным.
13 апреля 1912 года «Бенедетто Брин» с остальными кораблями 2-й эскадры покинул Тобрук, направляясь в Эгейское море на встречу с 1-й эскадрой. 17 апреля обе эскадры встретились у острова Стампалия. На следующий день флот направился в северную часть Эгейского моря и перерезал несколько турецких подводных телеграфных кабелей. Позднее бо́льшая часть итальянского флота начала бомбардировку турецких береговых батарей, защищавших Дарданеллы, безуспешно пытаясь выманить турецкий флот.
В это время «Реджина Маргерита», «Бенедетто Брин» и несколько миноносцев были отправлены перерезать кабели, соединявшие остров Родос с Мармарисом. В июле «Бенедетто Брин» вместе с другими кораблями дивизиона ушёл в Италию на ремонт. В том же 1912 году на броненосец дополнительно установили три 76-мм орудия, доведя их число до 24.

### Первая мировая война
После начала Первой мировой войны Италия заявила о своём нейтралитете. Тем не менее, под давлением стран Антанты в июле 1915 года королевство вступило в войну против Центральных держав. Всю войну главным противником итальянцев на море был флот Австро-Венгрии. Начальник Морского Генерального штаба адмирал Таон ди Ревель планировал осуществлять основными силами флота дальнюю морскую блокаду австро-венгерских портов, в то время как лёгкие силы флота типа катеров MAS должны были осуществлять беспокоящие набеги. Капитальные корабли флота необходимо было беречь для решающего сражения с австро-венгерским флотом. В силу такой политики служба «Бенедетто Брина» не изобиловала событиями. В довесок к столь осторожной политике «Бенедетто Брин» вместе с однотипной «Реджиной Маргеритой», к тому времени безнадёжно устаревшие, были переклассифицированы в учебные корабли в составе 3-го дивизиона.
27 сентября 1915 года «Бенедетто Брин», находившийся в гавани Бриндизи, был уничтожен внутренним взрывом — по видимому, в результате австро-венгерской диверсии. Спаслись 8 офицеров и 379 нижних чинов, 454 человека, среди которых был и контр-адмирал барон Рубин де Сервен, погибли. С места гибели броненосца были подняты два его 305-мм орудия, впоследствии установленные в системе береговой обороны Венеции.